# Однополые браки в России

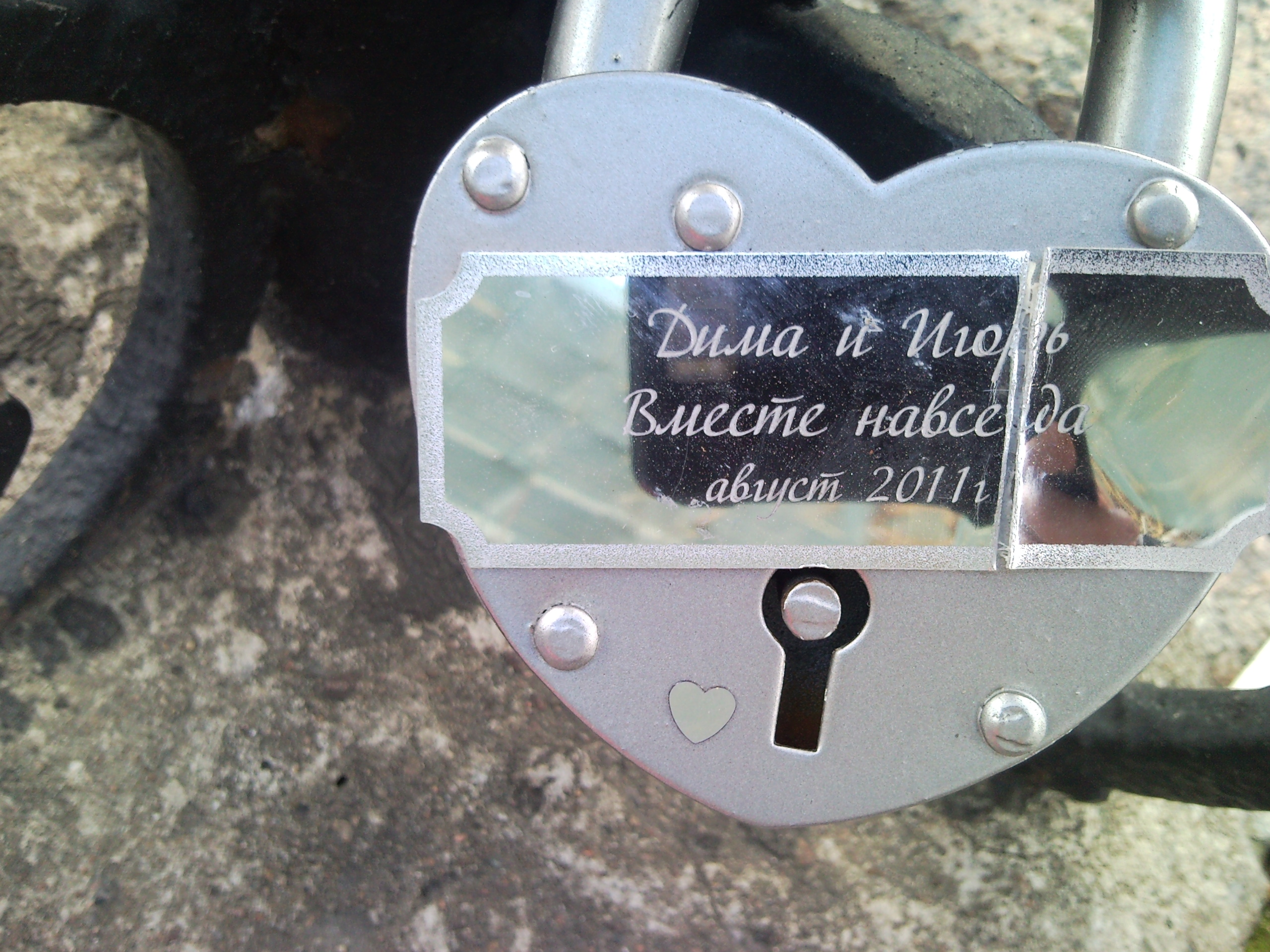
«Свадебный замок» однополой пары на Итальянском мосту в Санкт-Петербурге

Однополые браки в России официально не признаются, а любые другие, помимо брака формы семейных союзов (в том числе фактический брак), ни для однополых, ни для разнополых пар действующим законодательством не предусмотрены. В результате целый ряд прав, которыми обладают близкие родственники и супруги, для однополых пар не доступен.
Начиная с 1922 года российскими однополыми парами предпринимаются попытки добиться признания своего семейного статуса и права на брак. В 2016 году Европейский суд по правам человека в деле против России постановил, что в некоторых ситуациях однополые пары должны пользоваться семейными правами.
Большинство россиян выступает против признания возможности заключения брака между лицами одного пола. Причём начиная с 1995 по начало 2020-х годов социологические опросы регистрировали снижение уровня поддержки однополых браков в российском обществе, что шло вразрез с общемировой тенденцией возрастания таковой.

## Российское законодательство о браке
В России зарегистрированный брак является единственной формой признания семейных отношений двух неродственных совершеннолетних людей. При этом российское законодательство (поправки к Конституции РФ) подразумевает, что брак — союз между мужчиной и женщиной. Согласно постановлению Конституционного суда РФ от 17.05.1995 № 26-О, «правовое регулирование брачных отношений в Российской Федерации осуществляется только государством. В настоящее время закон не признает незарегистрированный брак… определение понятия брака, порядка его регистрации, прав и обязанностей, вытекающих из брака, — это прерогатива законодателя…» «Семейный кодекс Российской Федерации» не содержит определения понятия «брака». По мнению ряда юристов, данная особенность обусловлена тем, что брак является сложным социальным институтом, который можно рассматривать, исходя из правовых, этических, моральных и экономических представлений. А значит только правовая формулировка его определения была бы неполноценной. Семейный кодекс также использует понятие брака в контексте союза мужчины и женщины:

Статья 1. Основные начала семейного законодательства

3. Регулирование семейных отношений осуществляется в соответствии с принципами добровольности брачного союза мужчины и женщины…

Статья 12. Условия заключения брака

1. Для заключения брака необходимы взаимное добровольное согласие мужчины и женщины, вступающих в брак, и достижение ими брачного возраста.
— «Семейный кодекс Российской Федерации» от 29.12.1995 N 223-ФЗ (ред. от 29.12.2017)
Российское семейное право всегда основывалось на идее о браке как союзе мужчины и женщины. При этом составители «Семейного кодекса РФ» от 1995 года, сменившего «Кодекс о браке и семье РСФСР» и «Основы законодательства СССР и союзных республик о браке и семье», даже усилили это представление, внеся его также в условия заключения брака, чего ранее не было. Юрист Ольга Хазова расценивает это как «ответ законодателя на притязания однополых пар относительно легализации их союзов».
Российское законодательство не предусматривает какой-либо формы признания семейных отношений однополых пар. Согласно определению Конституционного суда РФ от 16.10.2006 № 496-О в деле о притязании лиц одного пола на брак: «И Конституция Российской Федерации, и международные правовые нормы исходят из того, что одно из предназначений семьи — рождение и воспитание детей… Учитывая изложенное, а также национальные традиции отношения к браку как биологическому союзу мужчины и женщины, Семейный кодекс Российской Федерации указывает, что регулирование семейных отношений осуществляется в соответствии, в частности, с принципами добровольности брачного союза мужчины и женщины, приоритета семейного воспитания детей, заботы об их благосостоянии и развитии (статья 1). Таким образом, федеральный законодатель в рамках предоставленной ему компетенции к условиям заключения брака отнёс взаимное добровольное согласие мужчины и женщины, что не может рассматриваться как нарушение конституционных прав и свобод, перечисленных в жалобе. Формально оспаривая конституционность пункта 1 статьи 12 Семейного кодекса Российской Федерации, заявитель фактически требует государственного признания своих взаимоотношений с другим мужчиной путем их регистрации в виде особого защищаемого государством союза. Между тем ни из Конституции Российской Федерации, ни из принятых на себя Российской Федерацией международно-правовых обязательств не вытекает обязанность государства по созданию условий для пропаганды, поддержки и признания союзов лиц одного пола, при том что само по себе отсутствие такой регистрации никак не влияет на уровень признания и гарантий в Российской Федерации прав и свобод заявителя как человека и гражданина. Не свидетельствует о нарушении конституционных прав заявителя и наличие в ряде государств Европы иного подхода к решению вопросов демографического и социального характера, тем более что в силу статьи 23 Международного пакта о гражданских и политических правах право на вступление в брак и право основывать семью признаётся именно за мужчинами и женщинами, а статья 12 Конвенции о защите прав человека и основных свобод прямо предусматривает возможность создания семьи в соответствии с национальным законодательством, регулирующим осуществление этого права».
Семейный кодекс РФ не устанавливает нюансов правового положения трансгендерных людей. Таким образом, в России возможны фактические однополые браки, которые юридически признаются государством разнополыми в виду непризнания им факта коррекции пола одним из супругов. Также остаётся открытым вопрос о статусе брака, после заключения которого один из супругов изменил юридический пол.
Российские граждане могут зарегистрировать однополый брак в некоторых странах, чьи законы позволяют это для иностранцев. Согласно статье 158 Семейного кодекса РФ, заключённые за границей браки признаются в России, если это не противоречит статье 14, в которой содержится запрет на брак между близкими родственниками, усыновителями и усыновленными. В результате признание однополых браков в России остаётся дискуссионным вопросом среди юристов. Некоторые из них рассматривают в этом правовую коллизию, в результате которой иностранные однополые браки в России могут признаваться. Другие юристы и власти ссылаются на статью 167, которая указывает: «Нормы иностранного семейного права не применяются в случае, если такое применение противоречило бы основам правопорядка (публичному порядку) Российской Федерации. В этом случае применяется законодательство Российской Федерации». Таким образом, они утверждают, что заключённые за рубежом однополые браки в России не признаются. Де-факто такие случаи имеют место.
Известен случай, когда однополая пара (брак заключён за рубежом) получила в России ту же налоговую льготу, что и разнополые супруги. 5 июня 2020 года Игорь Кочетков получил налоговый вычет от Федеральной налоговой службы Российской Федерации на страхование здоровья своего супруга Кирилла Федорова, с которым заключил брак в США в 2017 году.

## Права супругов в России и возможные альтернативы
В результате официальной регистрации брака супруги в России автоматически приобретают ряд имущественных и неимущественных прав. Только некоторые из них ограниченно могут быть отрегулированы и в однополой семье путём заключения различных договоров и соглашений. Большая сложность подобных манипуляций и невозможность оформить таким способом целый ряд правоотношений подвергается критике активистов, которые расценивают это как дискриминацию.
В отношении права собственности зарегистрированные супруги по умолчанию обладают общей совместной собственностью. Эта подразумевает, например, что при мелких сделках с совместным имуществом один супруг может не предоставлять доказательства согласия второго, подразумевая его по умолчанию. При разводе совместная собственность делится судом между супругами с учётом вклада неработающего супруга, занимавшегося ведением домашнего хозяйства, воспитанием детей и т. д. Договорным путём режим общей совместной собственности установить невозможно, однако однополые пары могут путём заключения договора установить режим общей долевой собственности, оговорив при этом особые возможности распоряжаться имуществом и его разделения в случае расторжения.
В браке при определённых обстоятельствах (нетрудоспособность, нуждаемость, беременность, уход за ребёнком и т. д.) автоматически возникает право одного супруга на материальную поддержку со стороны второго супруга (алименты). Однополые пары могут заключить определённые соглашения, воспроизводящие аналогичные обязательства.
В случае смерти одного из супругов факт заключённого брака даёт право пережившему супругу на автоматическое наследование имущества по закону. Согласно российским законам, однополые пары могут составить завещание, по которому переживший партнёр будет наследовать имущество.
Жилищные отношения регулируются жилищным правом, согласно которому силу имеют и фактические семейные отношения, таким образом однополые партнёры в судебном порядке могут быть признаны фактической семьёй.
Другая группа брачных прав — неимущественные. Так, супруги по факту заключения брака автоматически могут брать общую фамилию. Право на имя в однополой семье может быть реализовано путём процедуры смены фамилии. Супруги по умолчанию имеют право на информацию о здоровье супруга и посещение его в больнице. В ситуации с однополой семьёй пациент, будучи в сознании, имеет право указать круг лиц, которым будет сообщаться информация о его здоровье и которые могут его навещать.
В случае признания одного из супругов недееспособным по состоянию здоровья другой супруг имеет право стать опекуном. В случае однополой семьи при заранее составленном специальном документе один из партнёров может настаивать на назначении его опекуном, а в случае отказа органа опеки может пытаться оспорить это в суде.
Супруг в случае смерти своего партнёра имеет право на распоряжение его телом и решение вопроса о захоронении. В однополых парах эти права могут быть отрегулированы путём заранее составленного «волеизъявления о достойном отношении к своему телу после смерти».
Согласно российскому законодательству, супруг может усыновить биологического ребёнка своего супруга. Также состоящая в браке пара может усыновить (или взять под опеку, попечительство, патронат, в приёмную или гостевую семью) ребёнка, оставшегося без родителей. Не состоящие в браке пары не имеют права на совместное усыновление или приёмное родительство. При этом данные права признаются за гражданином индивидуально.
В России де-факто существуют однополые семьи, в которых воспитываются дети. В соответствии с российским законодательством только один партнёр в такой семье может быть признан родителем (либо как биологический родитель, либо как усыновитель) или приёмным родителем. При этом фактически воспитание и содержание ребёнка однополая пара может осуществлять совместно. Согласно закону, сексуальная ориентация не является основанием для отказа в усыновлении, опеке или патронаже, однако на практике гомосексуалы могут сталкиваться с этим. Теоретически однополая пара может одновременно стать опекунами ребёнка, если он не является биологическим ребёнком одного из них.
Лишь некоторые права ребёнка и фактического родителя могут быть воспроизведены в однополых семьях. Имущественные взаимоотношения, связанные с содержанием ребёнка, могут быть отрегулированы партнёрами в гражданско-правовом соглашении. Но неимущественные аспекты (право на участие в воспитании, право видеться с ребёнком) не поддаются договорному регулированию. При этом проблемы в случае смерти, тяжёлой болезни, длительного нахождения в отъезде юридического родителя могут быть решены путём подачи в органы опеки и попечительства заявления, в котором юридический родитель указывает своего партнёра в качестве будущего опекуна ребёнка.
Сексуальная ориентация также не является законным основанием для ограничения доступа к вспомогательным репродуктивным технологиям, но при этом в ряде случаев у однополых семей возникают проблемы с установлением родительства ребёнка.
Однако целый ряд прав, которыми пользуются люди, официально зарегистрировавшие брак, недоступен для однополых семей. Так, например, у однополых партнёров нет возможности на реализацию права не свидетельствовать против супруга или близкого родственника, поскольку закон не признаёт их таковыми. Однополые семьи не имеют прав на целый ряд налоговых льгот, доступных супругам и близким родственникам: освобождение от налогообложения доходов, полученных по договору дарения, социальные налоговые вычеты из сумм, потраченных на лечение супруга и т. д. Однополый партнёр не имеет прав на компенсацию его переезда и обустройства на новом месте жительства при переезде другого партнёра на работу в другой регион. Право на возмещение ущерба, полученного в результате смерти кормильца, также не предоставляется однополому партнёру умершего.

## История попыток признания однополых семей в России

### В Российской империи
Исторические исследования показали, что уже в начале XX века в Российской империи некоторые однополые пары могли подписывать между собой некое подобие брачного договора. Например, жившие вместе и ведшие совместное хозяйство Николай Поляков и Степан Минин полагали, что подобное соглашение «будет наиболее тесным звеном связи» между ними. Они прожили друг с другом 26 лет вплоть до 1933 года, когда стали жертвами сфабрикованного дела о «ленинградской контрреволюционной организации» гомосексуалов.

### В Советской России

О. А., заключившая с женщиной брак в СССР

После свержения в России монархии и прихода к власти коммунистов уголовное преследование однополых отношений было отменено, а в самой стране начался процесс эмансипации гомосексуальных людей.
В начале 1922 года в Советской России прошёл громкий судебный процесс. Некая жительница Петрограда Евгения Федоровна М., выдавая себя за мужчину и подделав мужские документы, заключила брак со своей возлюбленной С. Вскоре власти раскрыли обман и возбудили против женщин дело, обвинив их в «преступлении „против природы“». Однако в суде дело развалилось и Народный комиссариат юстиции постановил считать брак «законным, как заключенный по обоюдному согласию». Пара осталась жить вместе, Евгения даже смогла усыновить ребёнка С. Данный случай стал предметом рассмотрения и дискуссии среди юристов СССР того времени о правах гомосексуальных людей.

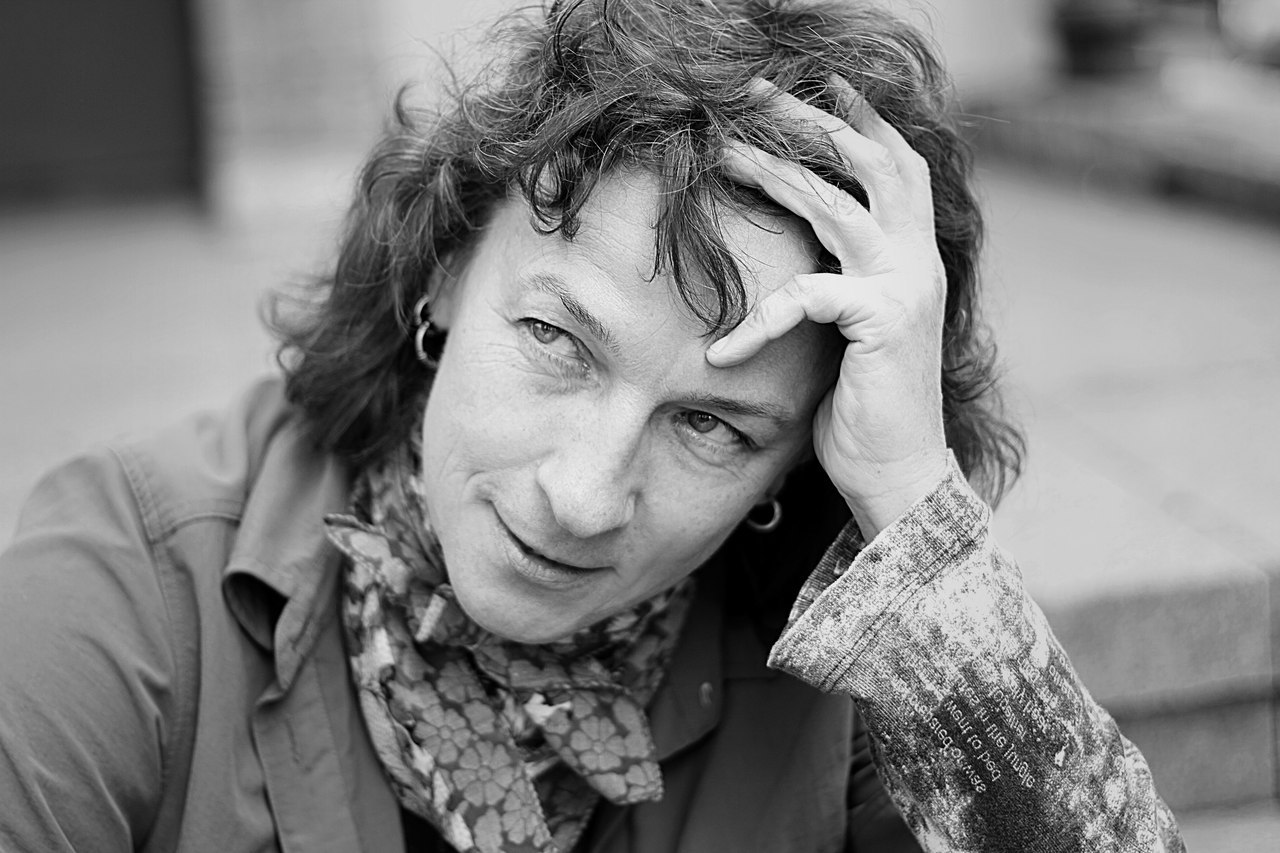
Ольга Краузе

После прихода к власти Сталина в Советском Союзе началась консервативная реакция. Однополые контакты между мужчинами были объявлены преступлением, а основной ролью женщины в обществе снова были провозглашены ведение домашнего хозяйства и деторождение. О борьбе за признание права на брак между людьми одного пола в такой обстановке речи быть не могло. Но фактические однополые семьи продолжали существовать и даже иногда совершали попытки регистрации. Например, в 1965 году некая О. А., подделав паспорт на имя мужчины (Андрея Ивановича), заключила брак с женщиной и совместно с ней воспитывала детей. В 1970-х годах в Ленинграде таким же образом зарегистрировала брак с возлюбленной и поэтесса Ольга Краузе.

### В современной России
В начале 1990-х годов гей-лесби-активисты Евгения Дебрянская и Роман Калинин создали Либертарианскую партию, выступавшую с различными громкими радикальными инициативами, среди которых значилось и предложение по узакониванию однополых браков.
12 апреля 1994 года (через год после отмены уголовного преследования однополых контактов) художники Ярослав Могутин и Роберт Филиппини попытались зарегистрировать брак в московском ЗАГСе № 4. Они задумывали это как акцию для привлечения внимания к положению гомосексуальных людей в России и проблеме гомофобии. Однако директор ЗАГСа заявила, что несмотря на то, что она не имеет возражений против брака молодых людей, по закону она не может зарегистрировать их. Данное событие получило широкое освещение в российской и зарубежной прессе. При этом российские СМИ в основном опубликовали сочувственные статьи. В дальнейшем тема однополых браков полемизировалась внутри российского ЛГБТ-движения. Ряд активистов отмечал, что на фоне серьёзной гомофобии общества штамп в паспорте может стать причиной агрессии против его владельца при предъявлении документа (например, в больнице или при устройстве на работу).
В 2001 году огласку получила регистрация в Германии союза поэта Андрея Дитцеля и Олега Любинского. Статья об этом событии в газете «Комсомольская правда» вызвала критику со стороны правозащитников, которые, однако, отметили, что, несмотря на гомофобные пассы журналиста, в голосовании на сайте 66 % читателей высказались в поддержку однополых браков.

#### 2003—2008 годы
В 2003—2004 годах в российском обществе развернулось активное обсуждение вопроса легализации однополых браков. Данная тема стала одной из самых популярных в СМИ. Этому способствовали схожие споры в ходе президентских выборов в США, дискуссия и признание однополых браков в Канаде и целом ряде стран Европы, а также попытки российских однополых пар зарегистрировать свои отношения в ЗАГСах и церквях.
В 2003 году известность получил случай заключения в Нижнем Новгороде церковного брака между Денисом Гоголевым и Михаилом Морозовым. 1 сентября молодые люди были тайно обвенчаны священником РПЦ. Подобное происходило и раньше, однако в этот раз дело было предано огласке, что вызвало большой резонанс. Денис Гоголев заявил, что их действие является политическим шагом, призванным показать позитивный пример геев в России. Пара активно выступала в различных СМИ, подогревая общественную дискуссию о правах однополых пар. Этому способствовало и выдвижение Дениса Гоголева на выборах в Государственную думу. 6 октября Священный синод РПЦ объявил брак недействительным. 28 сентября 2005 года молодые люди заключили у нотариуса составленный по примеру брачного договора «договор простого товарищества», который фиксировал факт сожительства и гарантировал определённые де-факто семейные права, такие, как регулирование общего имущества и его наследования.
В мае 2004 года двум лесбиянкам из Тулы, совместно воспитывавшим дочь, удалось расписаться в местном ЗАГСе, поскольку грузинская фамилия одной из девушек показалась чиновникам «мужской». Позднее женщины также обвенчались в церкви.
В апреле 2004 года депутат парламента Башкортостана от партии «Яблоко» Эдвард Мурзин представил законопроект «О внесении изменений в Семейный кодекс Республики Башкортостан», в котором предложил заменить одно из условий брака с «добровольного согласия мужчины и женщины» на «добровольное согласие граждан». Через неделю он получил отрицательное правовое заключение парламентского секретариата, однако его инициатива стала предметом широкого обсуждения среди политиков и в СМИ. В итоге законопроект так и не был поставлен на голосование без объяснения причин.
18 января 2005 года Эдвард Мурзин и главред гей-журнала «Квир» Эдуард Мишин подали в Бутырский ЗАГС Москвы заявление о регистрации брака. Основной целью Мурзина было получение официального отказа в заключении однополого брака с последующим обжалованием его в Конституционном суде. А поскольку он не нашёл однополых пар, готовых к подобной публичности, то сам развёлся со своей беременной женой и подал заявление вместе с гей-активистом. На следующий день в офис общественного центра «Я+Я» (курировавшего «Квир» и Gay.ru) явилась милиция и потребовала немедленного закрытия, что было воспринято его сотрудниками как попытка давления. 20 января Мурзин и Мишин получили отказ в регистрации брака со ссылкой на первую статью Семейного кодекса. Они оспорили это решение в суде, утверждая, что оно противоречит 19 статье Конституции, гарантирующей равенство прав и свобод. 15 февраля Останкинский районный суд отказал в удовлетворении иска, сославшись на 12 статью Семейного кодекса, а 14 апреля Мосгорсуд оставил это решение без изменений. Также 15 февраля Верховный суд отклонил кассационную жалобу Мурзина с просьбой внести в Семейный кодекс изменения, узаконивающие однополые браки, указав, что суд не уполномочен вносить изменения в законодательство. Мурзин заявил, что не рассчитывал на благоприятный исход дела, однако отмечал пользу таких судов для освещения проблемы статуса однополых семей в России. Примечательно, что политика раскритиковали не только консервативные и религиозные лидеры, но и ряд гей-активистов, указавших на несвоевременность его инициативы, поскольку в России на том момент не было ни антидискриминационных законов, ни поддержки равноправия обществом.
Отказы судебных инстанций Мурзин обжаловал в Конституционном суде. В защиту своей позиции он ссылался на 17, 18, 19 и 23 статьи Конституции, а также европейскую практику. 16 ноября 2006 года Конституционный суд отказался принять к рассмотрению жалобу Мурзина на нарушение его конституционных прав 12 статьёй Семейного кодекса, опубликовав соответствующее определение № 496-О.
6 июля 2005 года Мурзин обжаловал решение российских судов в Европейском суде по права человека. Однако 13 июня 2008 года ЕСПЧ признал жалобу неприемлемой и не стал её рассматривать, мотивировав это тем, что в ней нет признаков нарушения прав, закреплённых в Европейской конвенции о защите прав человека. ЛГБТ-активист Николай Алексеев, комментируя решение суда, указал на то, что Мурзин, будучи гетеросексуалом и состоя в фактическом браке с женщиной, в основе своей правозащитной компании пытался зарегистрировать де-факто фиктивный брак, обрекая тем самым иск в ЕСПЧ на провал, поскольку его личные права в данном случае действительно не были нарушены.

#### 2009—2013 годы

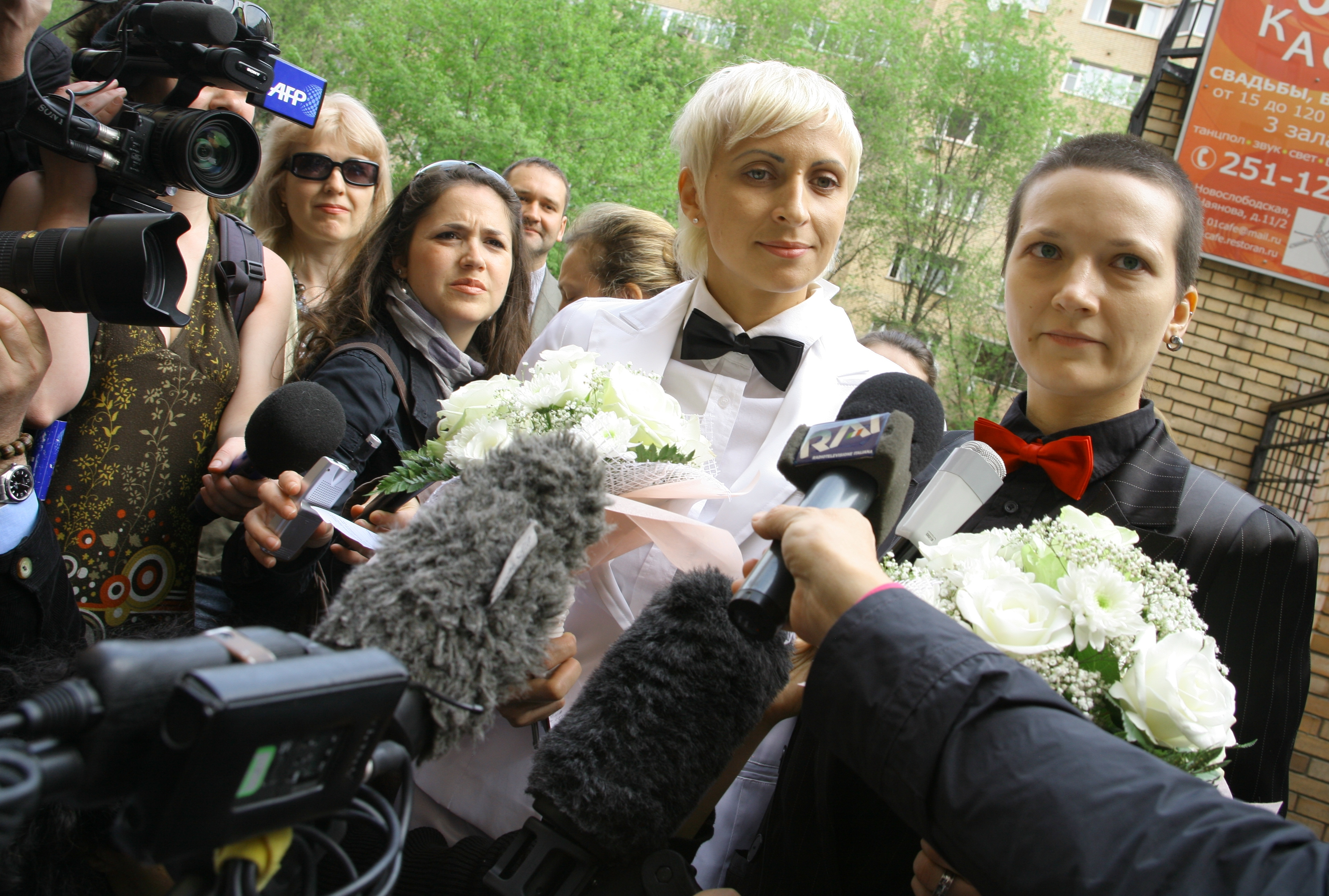
Ирина Федотова (справа) и Ирина Шипитько у ЗАГСа. 12 мая 2009 года. Москва

В 2009 году правозащитный проект «GayRussia.Ru» начал новую кампанию по признанию брачного равноправия в России. 12 мая ЛГБТ-активистка Ирина Федотова (Фет) и Ирина Шипитько подали в Тверской ЗАГС Москвы заявление о заключении брака. Девушки заявили: «Мы ничем не отличаемся от других людей. Мы хотим, чтобы наши права соблюдались так же, как и права других людей… Мы любим Россию, мы родились и живём здесь, и мы хотим, чтобы наш брак был признан именно в России». При этом Ирины отметили, что брачное равноправие могло бы улучшить отношение к ЛГБТ-людям в стране в целом: «Если общество узнает о нас и увидит, что мы абсолютно нормальные люди, то к нам будут лучше относиться на работе, и всё будет проще для нас». Девушки заявили, что не рассчитывают на то, что их брак зарегистрируют, но подчеркнули, что сама попытка привлекает внимание к вопросу прав человека, и пообещали в случае неудачи продолжить борьбу в судах.
Действительно, работники ЗАГСа отказали им в регистрации, сославшись на Семейный кодекс. Пара обжаловала это решение в судах, утверждая, что заключение их союза не противоречит российским законам, а также апеллируя к нарушению их прав, закреплённых в Конституции и Конвенции о защите прав человека, которые гарантируют защиту личной и семейной жизни и право на брак. 6 октября 2009 года Тверской районный суд отклонил иск женщин. Своё решение судья обосновал тремя выводами. Во-первых, он счёл, что в рассматриваемом случае не соблюдена 12 статья Семейного кодекса ввиду отсутствия «добровольного согласия мужчины и женщины». Во-вторых, судья решил (вслед за Конституционным судом по делу Мурзина), что Конституция и международное законодательство не накладывают на Россию обязательств признавать однополые союзы. В-третьих, он указал, что бланк регистрации брака содержит только графы «он» и «она», а значит, не может быть использован однополыми парами. Девушки подали апелляцию, но 21 января 2010 года Мосгорсуд оставил вынесенное решение в силе, отметив в том числе, что отсутствие запрета на однополые браки не означает их одобрения. После этого пара обратилась в Европейский суд по правам человека. 24 октября 2009 года женщины заключили брак в канадском городе Торонто, объявив о намерении добиваться его признания в России. Позднее данный союз был признан российским посольством, поставившим в свидетельство соответствующие штампы.
В 2009 году активисты правозащитного проекта «GayRussia.ru» попытались зарегистрировать в Москве НКО «Движения за брачное равноправие». Однако Министерство юстиции отказало в регистрации, сославшись на то, что якобы цели организации противоречат действующему законодательству. Это решение поддержали Гагаринский районный и Московский городской суды. В постановлении суда говорится:

…такие цели автономной некоммерческой организации правовых и информационных услуг «Движение за брачное равноправие» как оказание содействия и оказание информационных услуг по преодолению дискриминации, диффамации и нарушений прав граждан по признаку сексуальной ориентации и гендерной идентичности, содействие соблюдению прав человека в сфере брачных отношений и достижения брачного равноправия геев, лесбиянок, бисексуалов и трансгендерных людей в РФ противоречат основам общественной нравственности, поскольку направлены на пропаганду поддержки и признания союзов лиц одного пола, увеличение количества граждан сексуальных меньшинств, что нарушает сложившиеся в обществе представления о добре и зле, хорошем и плохом, пороке и добродетели и т. п. Достижение указанных целей может создать общественный резонанс, привести к уменьшению числа рождаемости…
Учредители организации посчитали это «очень опасным прецедентом, согласно которому можно будет отказывать в регистрации любой организации, целью которой является борьба за внесение изменений в российские законы». Они заявили, что доведут дело до в Европейского суда по правам человека.
В 2010 году ЛГБТ-организация «Выход» создала проект «Движение ЛГБТ-родителей», целью которого в том числе явилась «адвокация интересов ЛГБТ-семей с детьми» и преодоления стигматизации со стороны общества. Было проведено около 20 мероприятий, среди которых была выпущена серия плакатов социальной рекламы об однополых семьях в России, а также выпущена брошюра.
В июне 2013 года в Петербурге во Дворце бракосочетания № 4 на набережной канала Грибоедова была предпринята попытка регистрации пяти однополых браков. Однако работники ЗАГСа отказали трём парам юношей и двум парам девушек, сославшись на то, что в формах документов есть только графы «он» и «она». Данный случай имел большой резонанс. Отказы были оспорены молодыми людьми в судах. Адвокатом пар выступил Николай Алексеев, который заявил, что попытка заключения браков и последующие судебные процессы служат основанием для переведения ситуации с правовым положением однополых семей в России в юридическую плоскость. Он указал на то, что такие люди на сегодняшний момент из-за невозможности зарегистрировать свои отношения не могут реализовать даже элементарные имущественные права. 26 июля 2013 года Дмитрий Чуносов и Ярослав Евтушенко обжаловали отказ по месту жительства — в Грязинском городском суде Липецкой области. В своём заявлении они повторяли аргументы иска двух Ирин 2009 года. Кроме того, они ссылались на дело «Шальк и Копф против Австрии» от 2010 года, в котором ЕСПЧ постановил, что понятие «семейная жизнь» охватывает и стабильные однополые пары. При этом молодые люди указывали, что у них нет других возможностей для оформления юридического статуса их отношений, поскольку брак является единственным юридически признанным в России союзом. 2 августа 2014 года суд признал законным отказ регистрации однополой пары. Судья сослался на решение Конституционного суда по делу Мурзина, а также на мировые и национальные религиозные традиции, на политику России в области защиты семьи, материнства и детства, и на законы о «пропаганде гомосексуализма». Он также указал, что в деле «Шальк и Копф против Австрии» ЕСПЧ оставил признание однополых браков на усмотрение государства. Липецкий областной суд 7 октября отклонил апелляцию пары, а 12 марта 2014 года и оставил его в силе и в кассации. Аналогичная ситуация сложилась и у других пар. Ильмира Шайхразнова и Елена Яковлева также обжаловали отказ в Грязинском горсуде. Павел Лебедев и Кирилл Калугин обратились в Левобережный районный суд Воронежа. Яна Петрова и Елена Давыдова направили жалобу в Люблинский районный суд Москвы. Юрий Гавриков и Максим Лысак обратились в Октябрьский районный суд Петербурга. Во всех этих случаях суды и первой, и вышестоящих инстанций встали на сторону ЗАГСа.

#### Брак трансгендерных людей

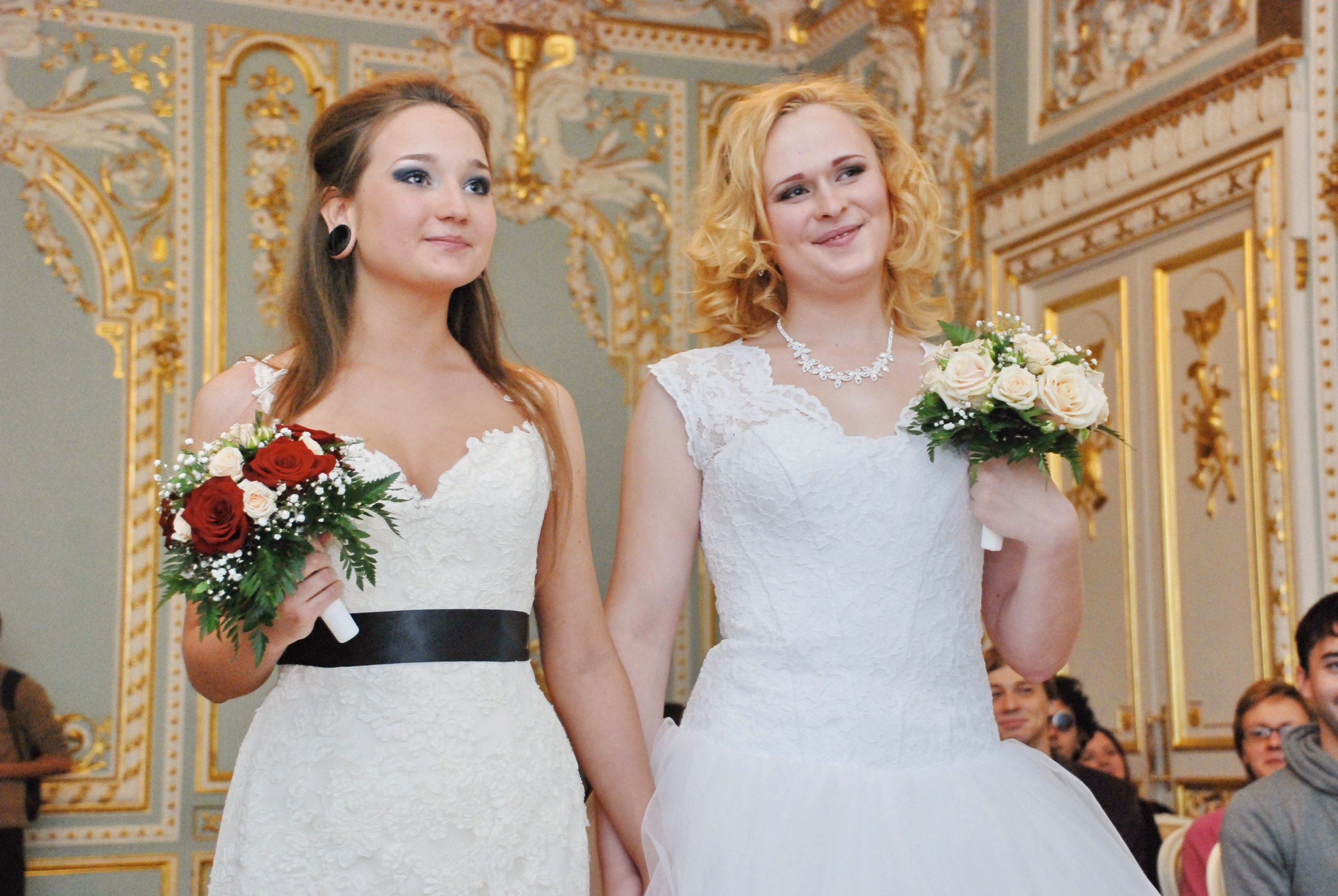
Свадьба Алёны Фурсовой и Ирины Шумиловой (справа) во Дворце бракосочетания. 7 ноября 2014 года. Санкт-Петербург

7 ноября 2014 года в Петербурге во Дворце бракосочетания № 4 был официально зарегистрирован брак между Алёной Фурсовой и Ириной Шумиловой. Заключение де-факто однополого брака стало возможным благодаря тому, что Ирина Шумилова, будучи трансгендерной женщиной, уже проходящей гормональную терапию, не поменяла документы и де-юре оставалась мужчиной. В результате с точки зрения закона такой брак формально признаётся государством как разнополый. На торжественной церемонии обе брачующиеся были одеты в свадебные платья.
Новоиспечённые супруги не хотели предавать огласке факт заключения брака, однако просочившаяся новость о свадьбе вызвала бурную дискуссию в СМИ и среди юристов. В комментариях к ней последние указали на полное соответствие заключения данного брака законам России. При этом они разошлись во мнениях относительно его перспектив. Адвокаты по семейным делам Виктория Пашкова, Наталья Федоровская и Мария Ярмуш посчитали, что данный брак власти не могут расторгнуть. Адвокат Роман Сорокин предположил, что брак может быть аннулирован судом по заявлению прокуратуры. Адвокат Андрей Дмитриев высказал мнение, что после юридической смены пола брак станет недействительным. Работники ЗАГСа отметили, что после смены паспортного пола одним из супругов вопрос о законности брака может решаться только в суде.
Аналогичная торжественная церемония заключения брака прошла чуть ранее в Кутузовском ЗАГСе Москвы между Алисой Брукс и Алиной Дэвис. Последняя идентифицирует себя как андрогин, однако по паспорту сохраняет мужской пол и имя (Дмитрий Кожухов).
Эти свадьбы привели к тому, что в 2014 году депутат Виталий Милонов предложил на уровне закона ввести запрет на «неподобающую одежду» на свадьбах. Закон не был принят, однако в некоторых ЗАГСах молодожёны стали сталкиваться с препятствиями со стороны работников из-за необычных нарядов. При этом сотрудники ЗАГСа ссылались на внутреннюю инструкцию и отказывали в торжественной церемонии. Также в 2015 году со ссылкой на случай петербургской свадьбы депутаты Алексей Журавлёв, Дмитрий Горовцов и Анатолий Грешневиков внесли в Государственную Думу законопроект, гласящий, что «не допускается заключение брака между <…> лицами одного пола (определяемого при рождении), в том числе в случаях изменения пола одним из лиц, вступающих в брак, до заключения брака либо прохождения процедуры изменения пола на момент государственной регистрации заключения брака». Сначала парламентский комитет дал положительную оценку проекту, однако после повторного рассмотрения дал отрицательную из-за невозможности технически организовать проверку пола молодоженов. В результате закон не был принят.

#### Признание заключённого за границей брака

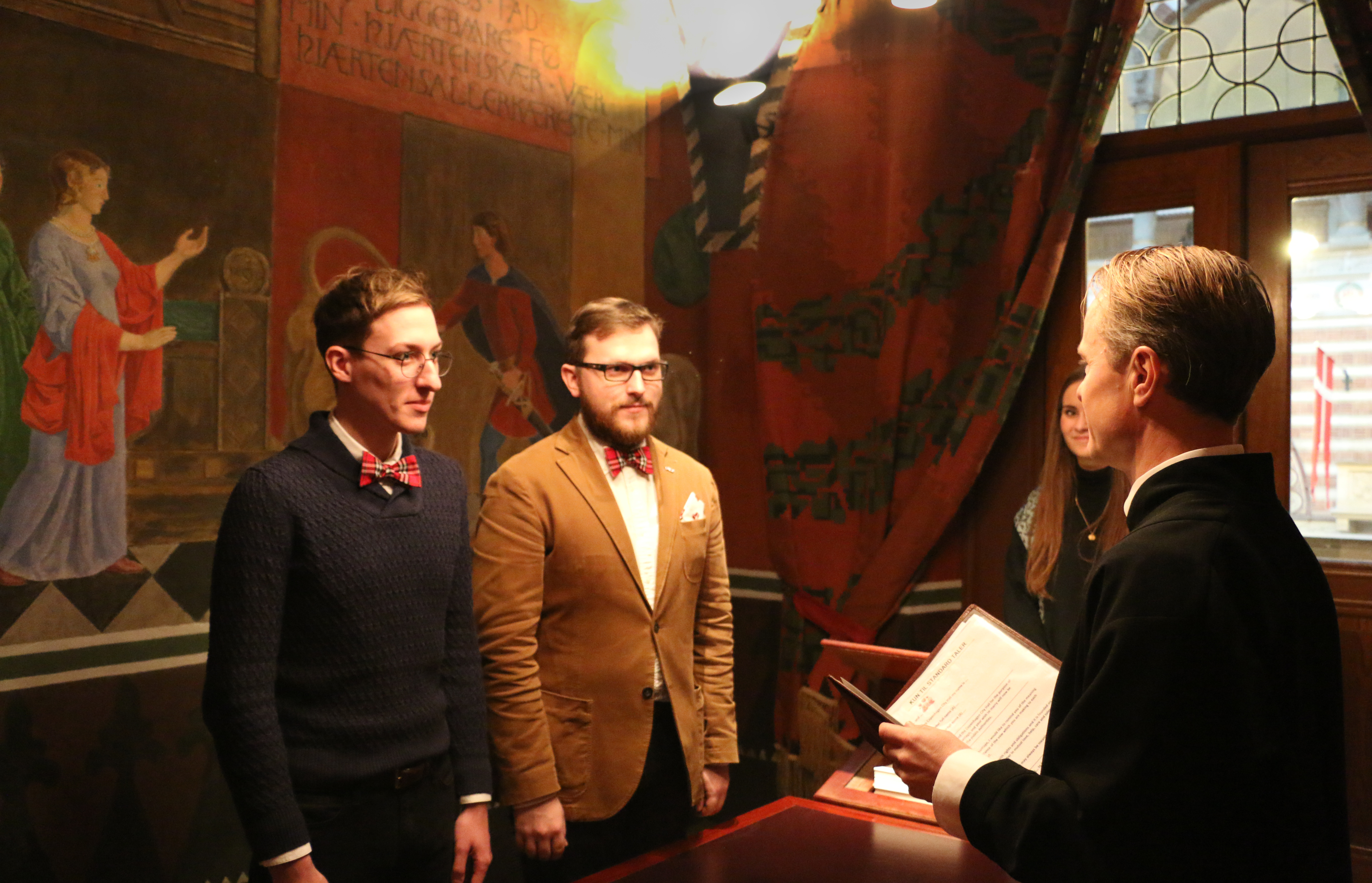
Евгений Войцеховский и Павел Стоцко (справа) заключают брак в ратуше Копенгагена

Граждане России могут зарегистрировать однополый брак за границей в странах, законы которых допускают заключение однополого брака двумя иностранцами. Первой такую возможность открыла Аргентина в 2012 году. На данный момент (2017 год) к таким странам, кроме Аргентины, относятся: Дания, Португалия, Исландия, Норвегия, США, Канада, Уругвай, ЮАР. Подобным образом заключили брак российский журналист Павел Лопарев и внук президента Перу художник Франциско Бустаманте (в Нью-Йорке), журналист Олег Дусаев и психолог Дмитрий Степанов (в Нью-Йорке), модель Юлия Лемигова и теннисистка Мартина Навратилова (в Нью-Йорке), артист «Comedy Woman» Евгений Бороденко (в Копенгагене), программный директор радио «Европа Плюс» Максим Кочергин и художник Джемал Ахмедов (в Копенгагене).

Согласно Семейному кодексу (ст. 158), браки, заключённые за пределами России с соблюдением законодательства соответствующего государства, признаются действительными и в Российской Федерации, если отсутствуют обстоятельства, препятствующие заключению брака, указанные в статье 14. Среди таких обстоятельств указание на одинаковый пол супругов отсутствует. Поэтому некоторым однополым парам, заключившим брак за границей, удавалось в ходе стандартной процедуры добиться признания своего брака в России и даже реализовать некоторые права, проистекающие из этого. Однако в большинстве ситуаций реализация семейных прав при этом остаётся проблематичной.

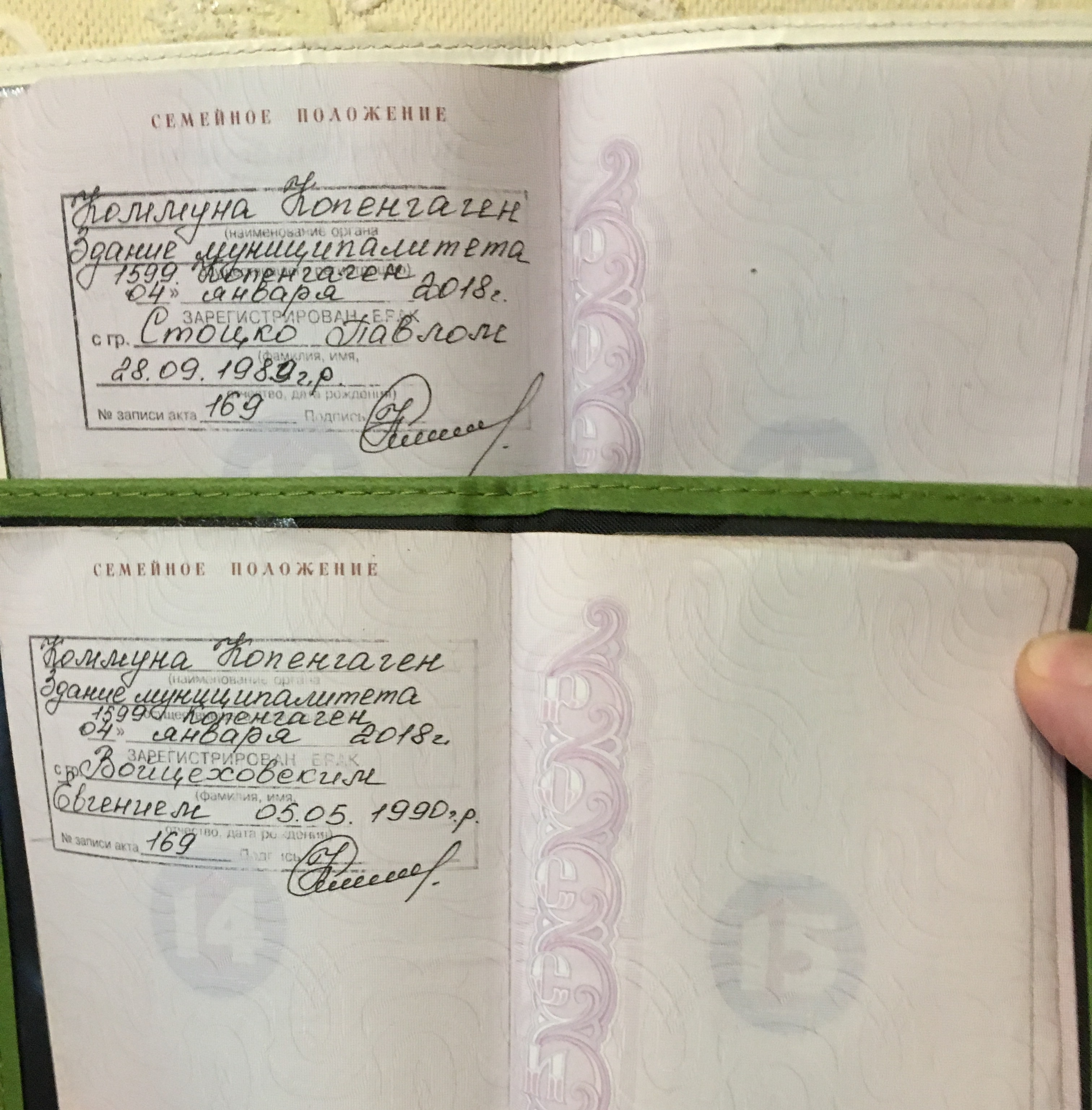
Фотография штампов о заключении брака во внутренних паспортах

Мотивы регистрации россиянами однополого брака за границей могут быть разными. Ряд пар рассматривает это как часть процесса эмиграции или возможность реализовать право на воссоединение семьи. Для других это дело принципа, а для кого-то — символический жест, обозначение нового этапа отношений.
В 2013 году началась подготовка поправки в Семейный кодекс, вступившей в силу в 2015 году, согласно которой лицам, заключившим однополый брак за границей, запрещается усыновлять детей (статья 127 пункт 13 СК РФ).
В 2018 году вопрос признания заключённых за рубежом однополых браков оказался в центре общественного внимания. 4 января 2018 года российские врачи Павел Стоцко и Евгений Войцеховский официально заключили брак в Копенгагене. В том же месяце по возвращении в Москву им удалось в МФЦ проставить штампы о заключении брака в свои российские паспорта. После этого они дали несколько интервью в СМИ, что вызвало большой общественный резонанс. Вскоре МВД объявило их паспорта недействительными и пообещало уволить сотрудницу, поставившую штампы в паспорта мужчин, а также её непосредственного руководителя. По месту прописки Павла Стоцко, где проживают его родители, приходили полицейские, пытавшиеся выяснить его местонахождение.
В отношении молодых людей было возбуждено административное дело по статье об умышленной порче документов (ст. 19.16 КоАП РФ). Также в их адрес и адрес их родственников стали поступать угрозы. 27 января в квартиру молодожёнов стали ломиться неизвестные люди, представившиеся сотрудниками МФЦ и предлагавшие проехать вместе с ними. После отказа их впустить они отключили в квартире электричество и Интернет. Позднее выяснилось, что это были полицейские, однако разрешения на проникновение в квартиру у них не было. Кроме того, матери Стоцко звонили представители полиции, угрожая насильно привезти её, чтобы она открыла дверь своим ключом. Вход в квартиру был фактически блокирован в течение суток. Полицейские выдвинули требование отдать им паспорта. Вечером на место прибыли правозащитники и адвокаты. Им было сообщено, что мужчины не смогут покинуть квартиру, если не сдадут паспорта, а при попытке выхода им вменят сопротивление полиции и возбудят уголовное дело. Полицейские также хотели вручить повестку для составления административного протокола по статье об умышленной порче документов. Вечером к квартире также прибыл заместитель начальника полиции Москвы полковник А. А. Захаров, который повторил требования. В итоге полицейские изъяли паспорта, но при этом заявили, что не могут гарантировать безопасности супругам, если в отношении них будут приниматься какие-либо действия со стороны гомофобов. Последнее правозащитники расценили как скрытую угрозу. В результате было принято решение о том, что чтобы Павел Стоцко и Евгений Войцеховский покинули Россию. Несмотря на отъезд супругов, правозащитники объявили о намерении судиться по поводу аннулирования паспортов.
14 октября 2020 года в парламент был внесён законопроект о поправках в Семейный кодекс, согласно которым вводится запрет применения в России правил международных договоров, противоречащих российскому законодательству, а также «основам правопорядка и нравственности». Это особое положение позволит избежать регистрации в России однополых браков, заключённых за рубежом. 20 октября правительство сообщило об отказе от принятия поправок.

#### Альтернативы института брака
В ряде стран в качестве компромисса между сторонниками консервативных идей и решением проблем однополых семей был введён институт «гражданского партнёрства», который наделял такие семьи рядом прав, не затрагивая понятие брака. В России некоторые юристы предлагают использовать для урегулирования семейных отношений однополых пар существующий в российском законодательстве институт «простого товарищества». Однако такой договор не даёт заключившим его лицам многих прав, прежде всего неимущественного характера. Хотя ряд однополых пар в России данные договоры подписывает.
В 2018 году некоторые политики предложили узаконить в России фактический брак. Однако данный законопроект был отклонен в том числе из-за опасений, что он может узаконить некоторые права однополых семей.

#### Вопрос детей в однополых браках
В 2017 году резонанс в СМИ получил случай, когда российские власти изъяли приёмных детей у опекунов по той причине, что посчитали их брак де-факто однополым. Жители Екатеринбурга Юлия Савиновских и Евгений Соков заключили в 2011 году брак. У них родилось двое детей, позже они взяли под опеку ещё двух мальчиков из детдома. После того, как в 2017 году Юлия Савиновских прошла операцию по удалению груди, органы опеки изъяли из семьи приёмных детей, мотивируя это тем, что якобы она тем самым сменила свой пол. В защиту семьи выступили правозащитники, мэр Екатеринбурга Евгений Ройзман и Общественная палата РФ. Однако последующую череду судов семья проиграла. Орджоникидзевский районный суд, мотивируя своё решение, фактически признал Юлию мужчиной, а её брак — однополым: «идентификация Савиновских Ю. В. себя в качестве представителя мужского пола с учётом состояния её в браке с мужчиной, стремление к принятию социальной роли, свойственной мужскому полу, по своей сути противоречит принципам семейного законодательства нашей страны, традициям и менталитету нашего общества». Свердловский областной суд оставил решение без изменений. В результате семья с оставшимися детьми переехала в Испанию, где запросила политическое убежище. Там же Юлия Савиновских совершила каминг-аут как трансгендерный человек.
В 2019 году произошёл скандал в связи с попыткой отобрать приёмных детей у жителей Москвы Андрея Ваганова и Евгения Ерофеева, заключивших однополый брак в Дании. 18 июня один из сыновей пары попал в больницу с подозрением на аппендицит. В ходе опроса врач узнал, что у ребёнка два папы, эту информацию он направил в полицию. После этого Андрея Ваганова (который был официальным усыновителем) вместе с ребёнком вызвали в следственный комитет на допрос. 20 июня ни допрос, ни судебно-медицинская экспертиза не выявили признаков насилия над мальчиком. Однако в СМИ поднялся большой скандал. 15 июля спикер Совета Федерации Валентина Матвиенко публично выступила против усыновления детей однополыми семьями. 16 июля Следственный комитет возбудил уголовное дело по обвинению в «халатности» против неустановленных сотрудников органов опеки, разрешивших усыновления Андреем Вагановым. Посоветовавшись с юристами, пара, опасаясь изъятия детей, покинула территорию России. После этого полиция провела обыски в квартире семьи, а также квартирах их родственников. Также паре по их словам полицейские угрожали по телефону возбудить дело об убийстве приёмных детей, если они не вернутся в страну.
В октябре 2020 года комиссия правительства по законопроектной деятельности не поддержала поправки сенаторов во главе с Еленой Мизулиной в Семейный кодекс, которые в том числе запрещают однополым парам и трансгендерным людям вступать в брак и усыновлять детей.
Однополые пары могут иметь собственных биологических детей, рождённых при помощи ВРТ (ЭКО). Так, пользуясь правовой лакуной в актуальном законодательстве, лесбийские пары могут иметь ребёнка даже за счёт средств полиса ОМС. Пары, состоящие из мужчин, могут прибегнуть к договорному суррогатному материнству.

### Конституционная реформа 2020 года
15 января 2020 года президент Владимир Путин объявил о проведении в России конституционной реформы. 24 января в ходе обсуждения в обществе поправок к основному закону олигарх и православный деятель Константин Малофеев предложил внести в него определение «семьи как союза мужчины и женщины». Эта идея была поддержана рядом политиков (Петром Толстым, Андреем Клишасом, Сергем Бабуриным, Валентиной Матвиенко), другие посчитали её избыточной (Павел Крашенинников). Владимир Путин и представители РПЦ в целом позитивно оценили предложение, при этом отметив, что «союз мужчины и женщины» определяет понятие брака, а не семьи. Позднее с поддержкой выступили Межрелигиозный совет России и Христианский межконфессиональный консультативный комитет. С критикой идеи выступил правовед и политолог Владимир Гельман. При этом возникли разногласия о месте таких поправок в Конституции и возможности их внесения вне Конституционного собрания. Петр Толстой предложил внести изменения в 69-ю статью (о правах коренных малочисленных народов), а Андрей Клишас — в преамбулу. При этом возможность изменения преамбулы Конституции вне Конституционного собрания является предметом спора между юристами, с другой стороны права граждан регулируются второй главой Конституции, которую также невозможно править вне Собрания.

## Позиция ЕСПЧ
В период нахождения России в Совете Европы в ЕСПЧ были обжалованы отказы российских властей о регистрации однополых браков и о признании однополых отношений. В 2016 году ЕСПЧ признал Россию виновной в нарушении прав ВИЧ-положительных иностранцев. Фабула дела заключалась в том, что российские власти отказали истцам в выдаче разрешения на временное проживание в России, несмотря на заявления о имеющихся семейных связях с гражданами РФ. Среди фигурантов дела был гражданин Казахстана В. В., который на момент начала судебных разбирательств де-факто 5 лет проживал в Екатеринбурге в стабильном однополом партнёрстве с гражданином России. Российские суды отказались признавать эти отношения семейными, однако ЕСПЧ постановил, что такое сожительство подпадает под определения «личной жизни» и «семейной жизни» в Конвенции о защите прав человека и основных свобод и что высылка из страны одного из партнёров нарушает права пары.
В 2018 году в решении ЕСПЧ по делу «Алексеев и другие против России» российский судья Дмитрий Дедов в особом мнении, которое не имеет юридической силы, но может учитываться, отметил необходимость диалога государства с ЛГБТ-сообществом и в качестве компромисса предложил узаконить однополые партнёрства.
18 января 2011 года ЕСПЧ зарегистрировал жалобу двух лесбиянок, которым было отказано в заключении брака. В жалобе утверждалось, что Россия нарушила статью 12 Европейской конвенции, гарантирующую право на брак, а также статьи 8 (право на уважение личной и семейной жизни) совместно со статьёй 14 (право не подвергаться дискриминации). Дмитрий Чуносов с Ярославом Евтушенко и Ильмира Шайхразнова с Еленой Яковлевой также обратились в ЕСПЧ. Их жалоба была объединена с ранее поданной жалобой Ирины Федотовой и Ирины Шипитько. 2 мая 2016 года ЕСПЧ приступил к рассмотрению этих жалоб. В июле 2021 года ЕСПЧ единогласно признал, что власти России отказом в официальной регистрации трёх однополых пар нарушили статью 8 Европейской конвенции о защите прав человека и основных свобод. При этом в решении ЕСПЧ отмечено, что Россия обязана обеспечить правовую основу на признание и защиту отношений лиц, подавших жалобу в соответствии с российским законодательством, а выбор наиболее подходящей формы регистрации однополых союзов остаётся на усмотрение государства. После этого решения ЕСПЧ Совет Государственной Думы РФ заявил, что оно является «циничным вызовом морали, историческим традициям и социально-культурному коду всех народов, проживающих на территории нашей страны».

## Общественное мнение и дискурс
Согласно опросу «Всероссийского центра изучения общественного мнения» (ВЦИОМ), проведённого в 1995 году, в целом положительно к разрешению однополых браков в России относилось 18 % респондентов, отрицательно — 38 %. В последующие годы ВЦИОМ отмечал тенденцию к снижению поддержки:
| Ответ                         | 2005 | 2013 | 2015 | 2021 |
| ----------------------------- | ---- | ---- | ---- | ---- |
| Полностью согласен            | 4    | 2    | 3    | 5    |
| Скорее согласен               | 10   | 2    | 5    | 7    |
| Отчасти согласен, отчасти нет | 17   | 6    | 6    | 9    |
| Скорее не согласен            | 25   | 19   | 10   | 12   |
| Совершенно не согласен        | 34   | 67   | 70   | 63   |
| Затрудняюсь ответить          | 10   | 4    | 6    | 4    |

Аналогичная тенденция наблюдалась согласно данным «Левада-Центра»:
| Ответ                | апр. 2005 | июль 2010 | июль 2012 | фев. 2013 | март 2015 |
| -------------------- | --------- | --------- | --------- | --------- | --------- |
| Целиком положительно | 4         | 3         | 3         | 1         | 1         |
| Скорее положительно  | 11        | 11        | 7         | 4         | 6         |
| Скорее отрицательно  | 29        | 30        | 28        | 23        | 26        |
| Резко отрицательно   | 45        | 54        | 49        | 62        | 58        |
| Затрудняюсь ответить | 12        | 4         | 13        | 10        | 9         |

Схожие цифры приводятся и в других исследованиях. Согласно опросу, проведённому по заказу Общественной палаты в ноябре 2011 года, на вопрос «Сегодня в России браки между людьми одного пола запрещены. В то же время в некоторых странах (например, в Бельгии и Португалии) они разрешены. Следует ли в России разрешить однополые браки или нет?» были даны следующие ответы: 13 % высказались за разрешение, 79 % — против, 8 % — затруднились с ответом. Согласно исследованию «Pew Research Center», проведённому в 2015—2016 годах, поддержка однополых браков в России находится на одном из самых низких уровней среди стран в Центральной и Восточной Европы: за признание выступает 5 %, против — 90 %. При этом низкая поддержка отмечалась среди всех возрастных групп, невысока она была и среди нерелигиозных людей (8 %). Отрицая однополые браки, некоторые россияне высказываются за возможность создания для однополых пар иных форм признания семейных отношений. По данным опроса ФОМ 2019 года, за однополые браки высказывались 7 %, против — 87 %.
При этом социологи отмечают (например, по данным 2005 года), что более склонны поддерживать однополые браки женщины (15,4 % против 12,9 % у мужчин), молодые люди (от 18 до 24 лет — 21,8 %, а лица старше 65 лет — лишь 7,2 %), люди с высшим образованием (20,3 % против 10,7 % у лиц с образованием ниже среднего), предприниматели (31,8 % против 6,7 % пенсионеров), люди с высоким доходом (21,2 % против 5,1 % лиц с низким доходом), сторонники либеральных идей (до 23 %). Высокую поддержку однополых браков высказывали жители крупных городов: 29,3 % — в Москве в 2005 году, 34 % — в Санкт-Петербурге в 2008 году, 21 % москвичей и петербуржцев в 2011 году. При этом люди, имеющие среди знакомых гомосексуалов, поддерживают однополые браки значительно чаще (28 % в 2015 году).
Социологи ВЦИОМ отмечают, что регистрирующаяся тенденция к снижению поддержки однополых браков в России идёт вразрез с общемировым возрастанием таковой. Такое положение вещей эксперты связывают в том числе с государственной пропагандой гомофобии и принятием закона о запрете «пропаганды гомосексуализма», в частности, а также усилением традиционализма. Специалисты фиксируют, что официальные власти России в 2010-х годах стали культивировать идею «особого пути России», заключающегося в защите «традиционных ценностей» и противопоставлении западной либеральной идеологии. При этом образ Запада увязывается с поддержкой брачного равноправия, которое выставляется чем-то неестественным и аморальным. Некоторые социологи высказывают мнение, что регистрируемое столь негативное отношение общества к однополым бракам во многом обусловлено некорректностью в составлении опросников.
Что касается поддержки общественных институтов, то практически все религиозные организации в России выступают против однополых браков. В «Основах социальной концепции» Русская православная церковь заявила, что «богоустановленный брачный союз мужчины и женщины не может быть сопоставлен с извращёнными проявлениями сексуальности». В постановлении РПЦ «О канонических аспектах церковного брака» сказано, что «церковь категорически не признаёт и не признает союзы лиц одного пола в качестве брака вне зависимости от признания или непризнания таковых гражданским законодательством». В 2017 году патриарх Кирилл сравнил узаконивающие однополые браки законы с законами нацистской Германии. В «Социальной доктрине российских мусульман», подписанной в 2015 году главами основных исламских организаций, брачное равноправие названо «публичной легитимизацией порока» и «крайностью современного либерализма». Один из лидеров российских мусульман Талгат Таджуддин назвал признание однополых браков «уничтожением личности и извращением судеб человечества». Ряд протестантских организаций также заявлял о неприемлемости для них брачного равноправия. Федерация еврейских общин России в ответ на венчание двух лесбиянок в Москве в конце апреля 2006 года, совершённое реформистским раввином Нелли Шульман, призвала к бойкоту общин, которые признают однополые браки. Это бракосочетание также осудили КЕРООР и раввин Зиновий Коган, покинувший в связи с этим объединение прогрессивного иудаизма.
В официальных документах большинство политических партий России игнорирует тему прав однополых семей. При этом во второй половине 2010-х годов эта тема стала поддерживаться некоторыми политическими движениями. Так, в федеральной программе партии «Яблока» на выборах в Государственную думу в 2016 году впервые значилось обещание введения института «гражданских партнёрств», призванных обеспечить часть семейных прав, в том числе однополым парам. На президентских выборах в 2018 году Ксения Собчак выступила с аналогичным пунктом в своей программе. Что касается СМИ, то в России при описании проблематики брачного равноправия они используют преимущественно или негативный, или нейтральный тон.
Некоторые компании в России добровольно признают фактические однополые браки своих сотрудников и распространяют на них те же льготы, что и на разнополые пары. К таким фирмам относятся, например, российские представительства Nike, Deutsche Bank, Dell, Boston Consulting Group, Disney, Google, Радио «Свобода» и ООН. Однако такая корпоративная политика часто сталкивается с юридическими сложностями, поскольку, как правило, россияне не могут документально подтвердить родство со своим партнёром. Кроме того, в России ЛГБТ-люди даже в этих компаниях редко заявляют о своём семейном статусе. В 2012 году бортпроводник Максим Купреев безуспешно пытался добиться признания однополых семей в «Аэрофлоте». В 2013 году такие требования предъявлялись к российскому филиалу Coca-Cola.
Ряд активистов указывает, что брачное равноправие не является приоритетом российского ЛГБТ-движения, поскольку в России нарушения прав гомосексуальных людей носят более фундаментальный характер: нет гарантии на физическую неприкосновенность, широко распространена дискриминация и т. д. При этом в сознании российских ЛГБТ-людей право на брак является одним из важнейших в иерархии ценностей.
Целый ряд публичных фигур выступал против признания брачного равноправия в России. Например, такую позицию высказывали политики Рамзан Кадыров, Виталий Милонов, Павел Астахов, Михаил Барщевский, артист Александр Розенбаум, режиссёр Никита Михалков, писатель Эдуард Лимонов и другие. Владимир Путин высказывался против уравнивания многодетных семей и однополых партнёрств. Сергей Шахрай высказывался против однополых браков, но за признание некоторых прав однополых семей.
С другой стороны, различные российские публичные фигуры высказывали свою поддержку однополым бракам или партнёрствам. Например, об этом заявляли политики Алексей Навальный, Николай Кавказский, Валерия Новодворская, Константин Добрынин, Илья Варламов, писательница Мария Арбатова, телеведущий Дмитрий Киселёв и другие. Ирина Роднина заявляла в интервью, что однополые браки будут признаны в России со временем, схожую позицию высказывал Владимир Познер.